# Spišský Štiavnik
Spišský Štiavnik este o comună slovacă, aflată în districtul Poprad din regiunea Prešov. Localitatea se află la altitudinea de 563 m deasupra n.m., se întinde pe o suprafață de 18,22 km2 și în 2017 număra 2.877 de locuitori. Se învecinează cu comuna Betlanovce.

## Istoric
Localitatea Spišský Štiavnik este atestată documentar din 1246.

## Demografie
| An:                | 1994 | 2004    | 2014    | 2024   |
| ------------------ | ---- | ------- | ------- | ------ |
| Număr de persoane: | 1863 | 2142    | 2756    | 2826   |
| Diferență:         |      | +14,97% | +28,66% | +2,53% |

| An:                | 2023 | 2024   |
| ------------------ | ---- | ------ |
| Număr de persoane: | 2761 | 2826   |
| Diferență:         |      | +2,35% |